# Максим Кривоніс
Макси́м Кривоні́с (Кривонос, або Перебійніс також Перейбийніс; близько 1600 — 1648, Замостя, Річ Посполита) — український військовий діяч періоду Хмельниччини, лисянський полковник, один з керівників козацько-селянських повстань в Україні під час Хмельниччини. Учасник Корсунської битви, літньої подільської та осінньої волинсько-галицької кампаній 1648 року. Уперше в історії Львова взяв штурмом Високий замок.

## Життєпис

### Походження
Біографічні дані про Максима Кривоноса незначні. Про його життя до початку повстання звісток немає. Справжнє його прізвище невідоме. Згідно з однією з версій, він із селянської (інша версія, що з попівської) родини з села Вільшанка (підписувався «Максим Вільшанський»), або Острога. Автор анонімного німецького памфлету (є припущення що це польський генерал Христофор Хувальдт), називає його вихідцем з Шотландії. Автор того ж памфлету називає його «ein gebohrenen Schott». У цьому разі прізвище Кривоноса може бути перекладом шотландського прізвища «Камерон», що означає «кривий ніс», а не прізвиськом, що посилається на зовнішність Кривоноса. Інші звістки непрямо свідчать про його місцеве походження.
Мав брата, який загинув у Пилявецькій битві, дорослого сина Олександра Кривоносенка.
Український історик Володимир Кривошея зазначав:
| Кривоноси у XVII ст. були достатньо відомим шляхетським родом на Мстиславщині. Вони володіли Бугодищами, Служнею, Кривоносівщиною, Кондратівським. Ці надання були отримані ще від князя Мстиславського. У середині цього століття там ще проживали дід Стефан та його онуки, брати Микола, Семен, Василь. Останні мали сестер: Полонію, заміжню за Валюжиничем, Варвару — за Яном Бушковським, Катерину — за Юхимом Товпигою, Ксенію — за Лукашем Бичковським. Юстина Кривоніс була дружиною Яна Козловського (1663). До них близькими (можливо, свояками) були шляхтичі Яків Слюнка, Олександр Товпига. Кривоноси і Товпиги володіли Кондратівкою на основі королівських привілеїв їх предкам. ...Товпига був козацьким полковником на початку XVII ст. Можливо, що і шляхтичі Мстиславського повіту Кривоноси належали до старовинних козацьких родів. |
Його точна зовнішність не відома — образ, у тому числі М. Самокишем, переважно відтворювався за карикатурою з німецького памфлету XVII ст., в котрому попри згадки про «задиристий характер», і відповідно набік вивихнутий ніс, алюзію зображено дослівно.

### Хмельниччина
Вся відома діяльність Максима Кривоноса тривала кілька місяців протягом 1648 року. Вперше Кривоніс відзначився у Корсунський битві, де керував передовим полком козацької армії. Зі сформуванням Лисянського полку став його першим полковником. З червня 1648 року на Поділлі очолив повсталі козацькі та селянські загони, з яких сформував цілу армію. За свідченнями тогочасних джерел: 
| якийсь поганець Кривоніс, збунтувавши всю чернь |.
Здобув міста Ладижин, Бершадь, Тульчин, Вінницю та інші. Того часу він титулував себе «полковник його королівської милості Війська Запорізького», без зазначення свого територіального полкового округу, бо сам мав під своєю владою полковників. Також, у 1648 році — наказний гетьман над чотирма полками: черкаським, корсунським, білоцерківським та уманським.
Битва під Корсунем
Максим Кривоніс, як козачий полковник, командував великим повстанським загоном. Цей загін під його вмілим проводом відіграв важливу роль у розгромі королівського війська в Корсунській битві 1648 року, яка стала однією з вирішальних у визвольній війні. Битва відбулося 15 – 16 травня у міста Корсунь. Союзником Богдана Хмельницького в ній став кримський хан, який надіслав сильний загін кінноти. Після поразки авангарду польської армії під Жовтими Водами її головні сили під командуванням коронного гетьмана Миколая Потоцького (25 тисяч чоловік) розташувалися укріпленим табором біля Корсуня. Особливе завдання Богдан Хмельницький поклав на полковника (отамана) Максима Кривоноса. Той був відправлений зі своїм загоном у ближній тил до королівської армії. Вранці 16 травня Кривоніс почав переслідування по дорозі ар’єргардних військ коронного гетьмана Потоцького, який не без вагань вирішив залишити укріплений похідний табір під Корсунем. Вузькість дороги, густий ліс і штучні перешкоди завадили полякам розвернутися в бойовий стрій. В іншому випадку битва могла мати зовсім інший характер. Польська артилерія застрягла в ровах і не змогла відкрити вогонь по повстанцям. До того ж загін Максима Кривоноса посилив тиск на ворога з тилу.[джерело?]
Польське військо виявилося розгромленим. Тільки в полон було взято 8500 чоловік, а трофеями переможців стали прапори королівської армії і 41 гармата, вся її артилерія. Полковник Кривоніс виявився одним з головних героїв Корсунської битви.

#### Війна на Волині та Поділлі
Наприкінці червня, у розпалі повстанського руху, на Поділлі з'явився з власним полком князь Ярема Вишневецький, який відступав від задніпровських повстанців зі своїх Лубенських володінь до родових волинських маєтків. Ярема Вишневецький розпочав каральні дії проти повсталого населення Поділля та козаків. Проте, після деяких успіхів Ярема Вишневецького під Немировом та Махнівкою (Махновичами), повстанці здобули ці міста. Після відступу Яреми Вишневецького до Волині козацько-селянське військо під керівництвом Максима Кривоноса штурмом взяло (12 липня) Полонне — один з найбільш укріплених замків тогочасної України. У Полонській фортеці козаки захопили 80 гармат. 
16 липня—18 липня під Константиновом тривали бої між повстанцями (яких рахували на 50 тисяч), на чолі з Максимом Кривоносом, та військами Речі Посполитої — полками Осінського, Корицького, Суходольського, Тишкевича та Вишневецького, під головним командуванням останнього. У Вишневецького було близько 10 тисяч, але це регулярне, відбірне військо. Повстанці зазнали великих втрат, але поле битви лишилося за ними. "Вишневчани" відступили до Збаража, а Максим Кривоніс з військом рушив від Константинова на південь і, проминувши Межибож, 25 липня взяв приступом Бар — місто, яке було укріплене не гірше за Полонне, і до того ж займало важливе стратегічне положення. У Барі повстанці також захопили велику кількість зброї та інших військових припасів.
Падіння Полонного і Бара зробило у суспільстві Речі Посполитої сенсацію не меншу, ніж жовтоводська та корсунська поразки коронних військ. Значна частина Волині і все Поділля перейшло під контроль Максима Кривоноса.
Ярема Вишневецький намагався придушити повстання жорстоким терором проти селян та міщан краю.
Війна на Поділлі перешкоджала встановленню перемир'я між Богданом Хмельницьким i Річчю Посполитою. У зриві мирної угоди звинувачені і Максим Кривоніс, і Ярема Вишневецький. Вони покладали всю вину один на одного.
Свою програму Максим Кривоніс висловив у листі до князя Владислава Заславського, закликаючи того до мирних переговорів: 
| те що було зачалося, заспокоїлося, і вже ми не хотіли пустошити землі польської, тільки уївся нам князь Єремія: людей мордував, стинав, на палю садив — скрізь, в кожнім місті серед міста шибениця, а тепер виявляється, що на палі були невинні люди… Коли ваша милість пришлеш на певний час до нас послів — я можу затриматись, а коли не буде — мушу боротися. |
У даному повідомленні йшлося про козацьких послів, затриманих поляками; Максим Кривоніс не мав звісток про їхню долю.
Ярема Вишневецький відписував Адамові Киселю, який був посередником у мирних переговорах: 
| не хочеться й жити у такій вітчизні, і краще вмерти, ніж дозволити поганству й гультяйству панувати над нами |

#### Хмельницький та Кривоніс
Богдан Хмельницький у той час офіційно відмежувався від дій Кривоноса. Він писав комісарам Речі Посполитої, призначеним для укладення перемир'я, що не дозволяв Максимові Кривоносові ані зав'язувати бої, ані займати міста. Історики ставлять під сумнів щирість таких заяв гетьмана. У серпні армія Кривоноса з'єдналася з головними силами Хмельницького, який іще у липні виступив із Чигирина. Максим Кривоніс взяв активну участь у поході Хмельницького під Львів та Замостя у серпні — листопаді 1648 року. У деяких документах трапляються згадки про суперечки та навіть гострі конфлікти між Богданом Хмельницьким і Максимом Кривоносом. Одна з таких суперечок привела до арешту Кривоноса; його прикуто, але через день звільнено. Здійснено дане покарання: 
| ...ланцюгом за шию до гармати |

#### Облога Високого замку
При облозі Львова козаки Кривоноса уперше в історії захопили Високий Замок — позицію, яка домінувала над усією місцевістю, що мало важливе стратегічне значення, адже звідти, як свідчив сучасник: 
| можна було стріляти курей на ринку |

#### Останній похід
У Пилявецькій битві Максим Кривоніс командував лівим крилом козацької армії; причому його військо утаборилося окремо від війська Хмельницького. Сама чутка про появу Кривоноса під Замостям викликала у місті паніку.

### Смерть
Максим Кривоніс помер під час облоги Замостя. Причина смерті достеменно невідома. Найпоширенішою є версія, що він помер від чуми. Польський історик Тадеуш Кшонстек пропонує іншу версію: нібито Максим Кривоніс убитий за таємним наказом Богдана Хмельницького, який прагнув позбутися небезпечного конкурента. Також існує припущення, що Максим Кривоніс помер від рани, яку отримав в бою ще до початку облоги Львова, розташована вище серця рана тривало не гоїлась, через що почалося її гнійне ускладнення і зараження крові.

## Вшанування пам'яті

### Монументи
- У місті Полонному Хмельницької області на площі Тисячоліття серед бюстів історичних осіб у 2012 році встановлений бюст Максима Кривоноса.
- У місті Львові на Високому замку присутній постамент пам'ятника, як згадка про його взяття Максимом Кривоносом.
- Погруддя Максимові Кривоносові у селищі Вільшана Черкаської області.

### Топоніми
- У місті Дрогобичі є вулиця Максима Кривоноса.
- У місті Києві існує вулиця Максима Кривоноса.
- У місті Тернополі існує вулиця Максима Кривоноса.
- У місті Запоріжжі існує вулиця Максима Кривоноса.
- У місті Іллінцях одна з центральних вулиць носить ім'я Максима Кривоноса.
- У місті Кременчуці існує вулиця Максима Кривоноса.
- У місті Первомайську існує вулиця Максима Кривоноса.
- У місті Немирові існує вулиця Максима Кривоноса.
- У місті Тернопіль є вулиця Максима Кривоноса.
- У місті Ходорові існує вулиця Максима Кривоноса.
- У місті Черкаси є вулиця Максима Кривоноса.
- У місті Чернівцях існує вулиця Максима Кривоноса.
- Вулиця Кривоноса існує у Вінниці, Рівному, Хмельницькому, Дніпрі.
- Провулок Максима Кривоноса у місті Київ, Полтава, Харків.

### Культура
- Є одним з персонажів історичного роману Івана Нечуй-Левицького «Князь Єремія Вишневецький».
- Є одним з персонажів опери Костянтина Данькевича «Богдан Хмельницький».
- Є одним з персонажів польського історичного художнього фильму Єжи Гофмана на основі роману Генрика Сенкевича "Вогнем і мечем"

### Військові підрозділи
- 156-й зенітний ракетний полк імені Максима Кривоноса Повітряних сил Збройних сил України.

### Інше
- На його честь названий пластовий курінь ч. 97 імені Максима Кривоноса.

## Галерея

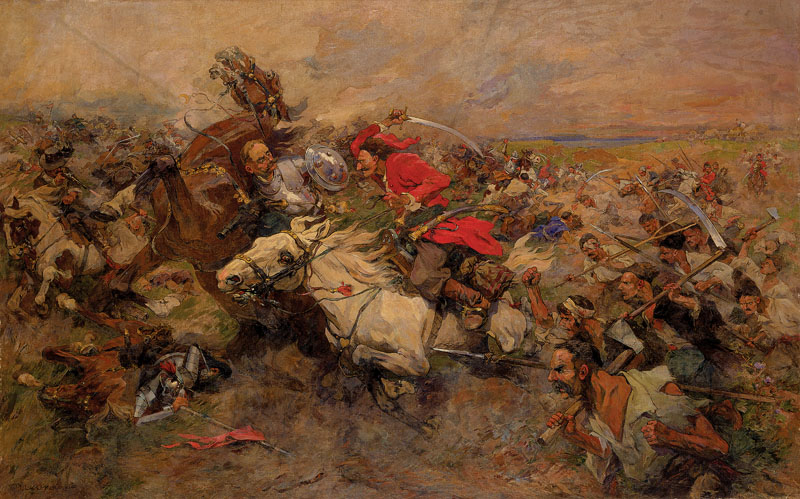
Бій Кривоноса з Яремою (Микола Самокиш, 1934 р.)
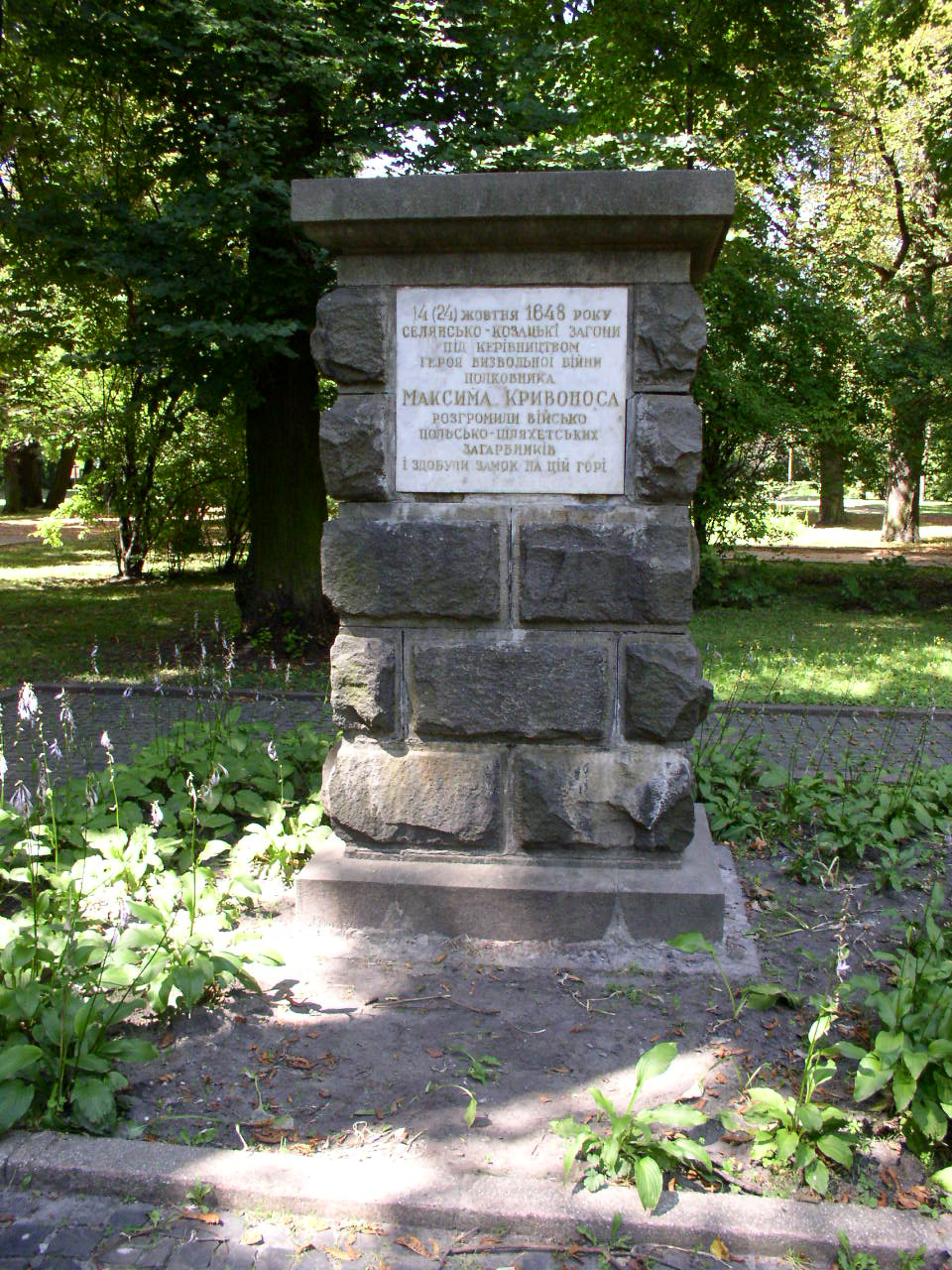
Постамент пам'ятника Максимові Кривоносу біля підніжжя Високого замку у Львові
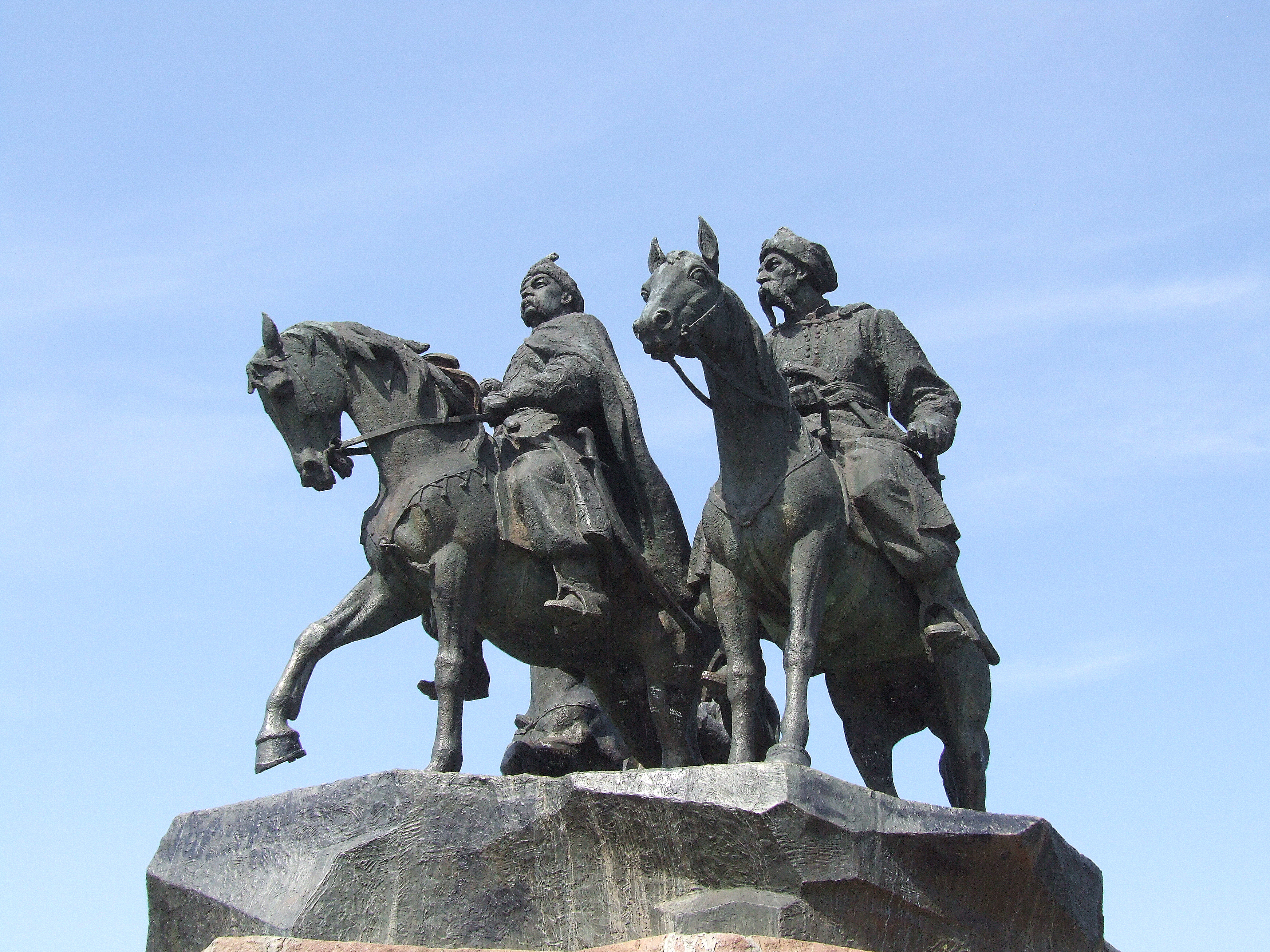
Скульптура Максима Кривоноса (зліва) є частиною пам'ятнику «Героям Визвольної війни», місто Жовті Води Дніпропетровської області
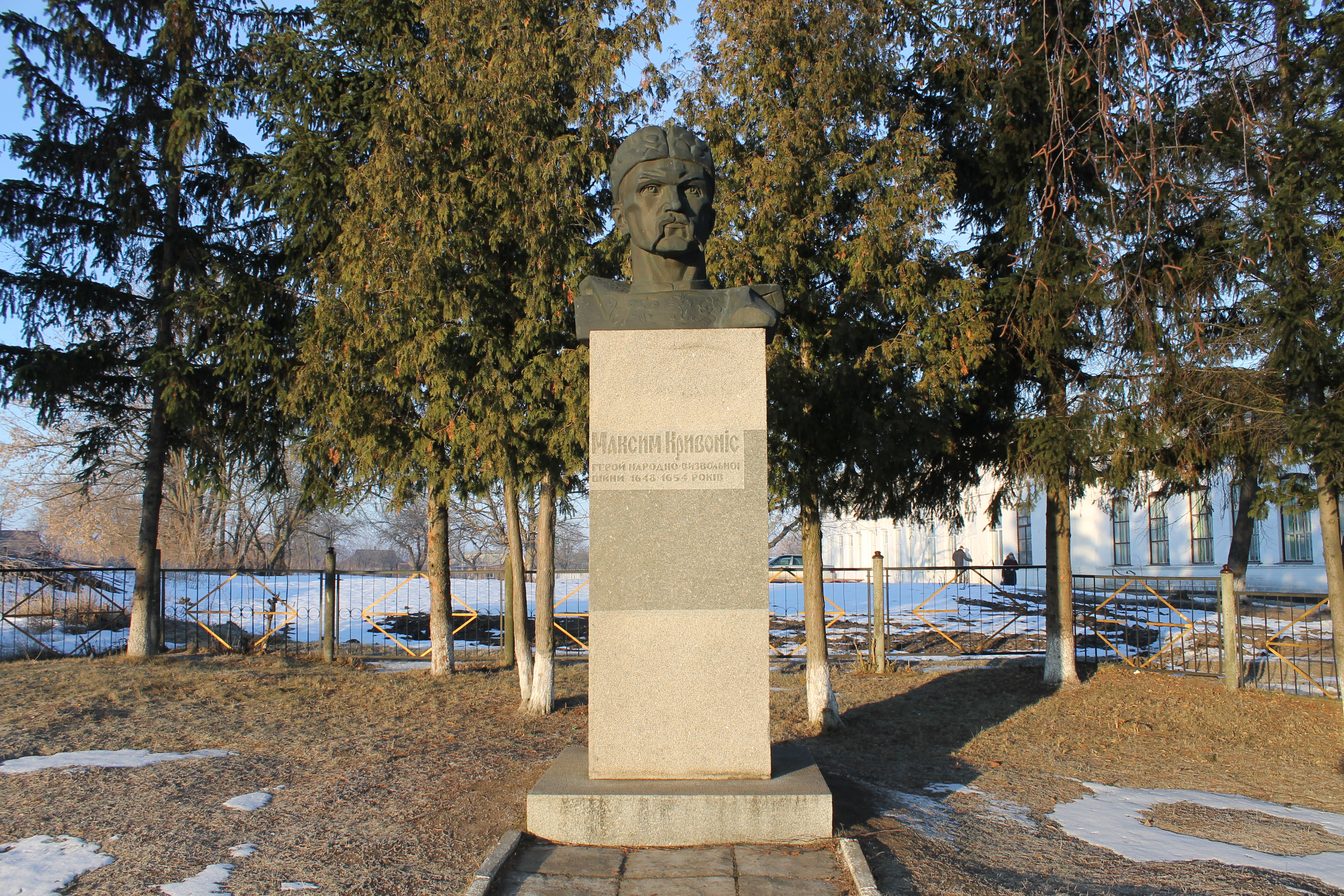
Погруддя Максиму Кривоносові, селище Вільшана Черкаської області